# Marcevol
Marcevol  est une ancienne commune du département français des Pyrénées-Orientales. Elle fait aujourd'hui partie de la commune d'Arboussols.

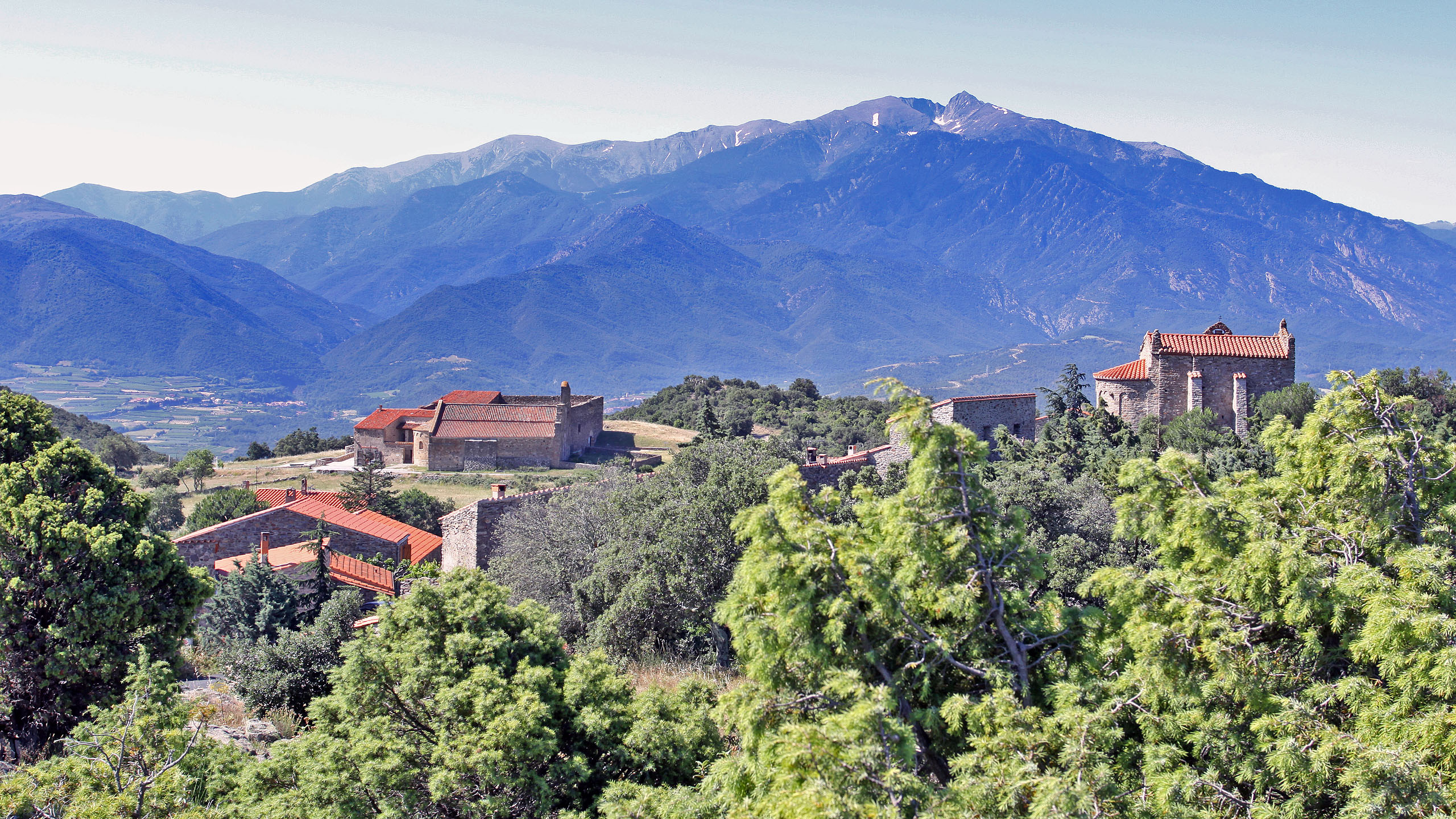
Le village sur fond de Canigou

## Géographie
Le hameau de Marcevol est situé sur la route D35C reliant Tarerach à Arboussols. Il est perché à 580m.

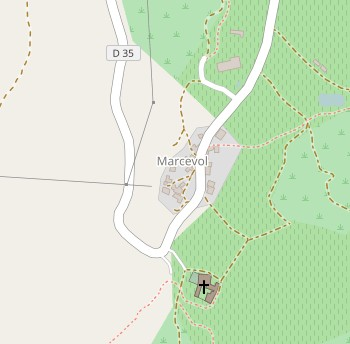
Carte de Marcevol

## Toponymie
Marcevol, Marcèvol en catalan, est mentionné dès 1011 sous le nom de Marceval.

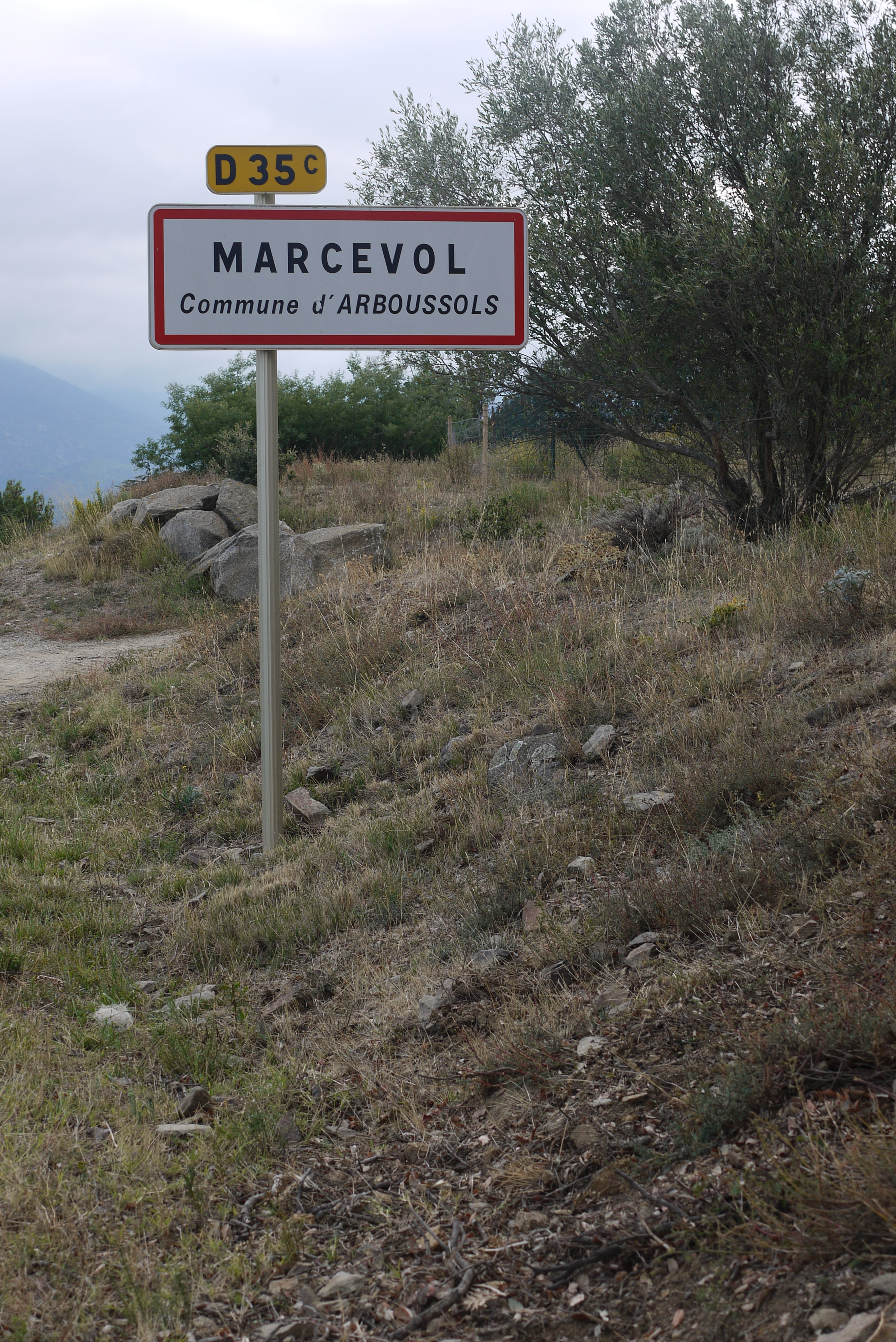
Panneau d'entrée sur la route D35C

## Histoire
La commune de Marcevol est rattachée à Arboussols le 30 janvier 1822.

## Politique et administration

### Canton
En 1790, la commune de Marcevol est rattachée au canton de Vinça puis, en 1801, au canton de Sournia, dans lequel elle demeure après son rattachement à la commune d'Arboussols,.

## Population et société

### Démographie ancienne
La population est exprimée en nombre de feux (f) ou d'habitants (H).
| 1358 | 1365 | 1378 | 1424 | 1515 | 1720 | 1767 | 1789 |
| ---- | ---- | ---- | ---- | ---- | ---- | ---- | ---- |
| 11 f | 12 f | 9 f  | 2 f  | 4 f  | 6 f  | 59 H | 8 f  |

### Démographie contemporaine
La population est exprimée en nombre d'habitants (sauf pour 1794, en feux).
| 1793 | 1794 | 1795 | 1796 | 1800 | 1804 | 1806 | 1820 |
| ---- | ---- | ---- | ---- | ---- | ---- | ---- | ---- |
| 41   | 8 f  | 43   | 41   | 44   | 43   | 37   | 56   |

Note : 
- À partir de 1826, les habitants de Marcevol sont recensés avec ceux d'Arboussols.

## Culture locale et patrimoine

### Monuments et lieux touristiques
- Prieuré de Marcevol
- Église Notre-Dame des Escaliers de Marcevol